# Amata flavoanalis
Amata flavoanalis is een vlinder uit de familie van de spinneruilen (Erebidae), onderfamilie beervlinders (Arctiinae). De wetenschappelijke naam van de soort is voor het eerst geldig gepubliceerd in 1926 door Adalbert Seitz.
Deze nachtvlinder komt voor in tropisch Afrika.